# John Deere 8630
Le John Deere 8630 est un tracteur agricole articulé produit par la firme John Deere.
Le tracteur, équipé d'un moteur d'une puissance de 275 ch DIN, est fabriqué de 1975 à 1978 dans l'usine américaine de Waterloo dans l'Iowa et il est disponible en Europe dès le début de sa production.

## Historique
Le John Deere 7520, d'une puissance de 175 ch, est le second tracteur articulé à quatre roues motrice de taille égales proposé en Europe par John Deere. Lorsque la nouvelle gamme de la « série 30 » est présentée en 1972, ses tracteurs conventionnels atteignent 150 ch avec le 4630, valeur porté par la suite à 177 ch. Le successeur du 7520 doit se démarquer par une puissance bien supérieure ; John Deere conçoit donc, trois ans plus tard, deux modèles articulés de nouvelle génération, le 8430 de 215 ch DIN et le 8630 de 275 ch DIN qui, outre une augmentation de la puissance, se signalent par un style radicalement différent.
Le John Deere 8630 commence à être produit en 1975 et, dès la premier année, il figure au catalogue du constructeur dans de nombreux pays, dont ceux d'Europe. En 1978, il est remplacé par le 8640, son équivalent dans la « série 40 ».

## Caractéristiques
Le John Deere 8630 est un tracteur à châssis articulé (sur la base du 7520) et à quatre roues motrices égales, l'articulation se faisant derrière la cabine de conduite. Comme tous les autres tracteurs John Deere de la même gamme, il est équipé en série de la cabine SG (Sound Guard), la mieux insonorisée et la plus confortable pour l'époque, la climatisation étant optionnelle,.
Le moteur Diesel à six cylindres en ligne est d'un cylindrée totale de 10 144 cm3, chaque cylindre possédant un alésage de 130 mm et une course de 127 mm (moteur supercarré). Ce moteur turbocompressé est équipé d'un intercooler. Il développe une puissance de 271  ou   275 ch DIN selon les documentations du constructeur.
La transmission est assurée par une boîte à 16 rapports avant répartis en quatre gammes et 4 rapports arrière. Si les tracteurs destinés au marché américain disposent d'une prise de force (1 000 tr/min) et d'un relevage optionnels, ces équipements sont de série sur les modèles européens où ils correspondent aux besoins des agriculteurs.
La masse à vide en ordre de marche du tracteur est de 10 954 kg. Malgré des dimensions imposantes, le rayon de braquage du tracteur n'est que de 5,67 m.

## Modélisme
Le John Deere 8630 est reproduit à l'échelle 1/32 par la firme ERTL.